# Embarcación de recreo

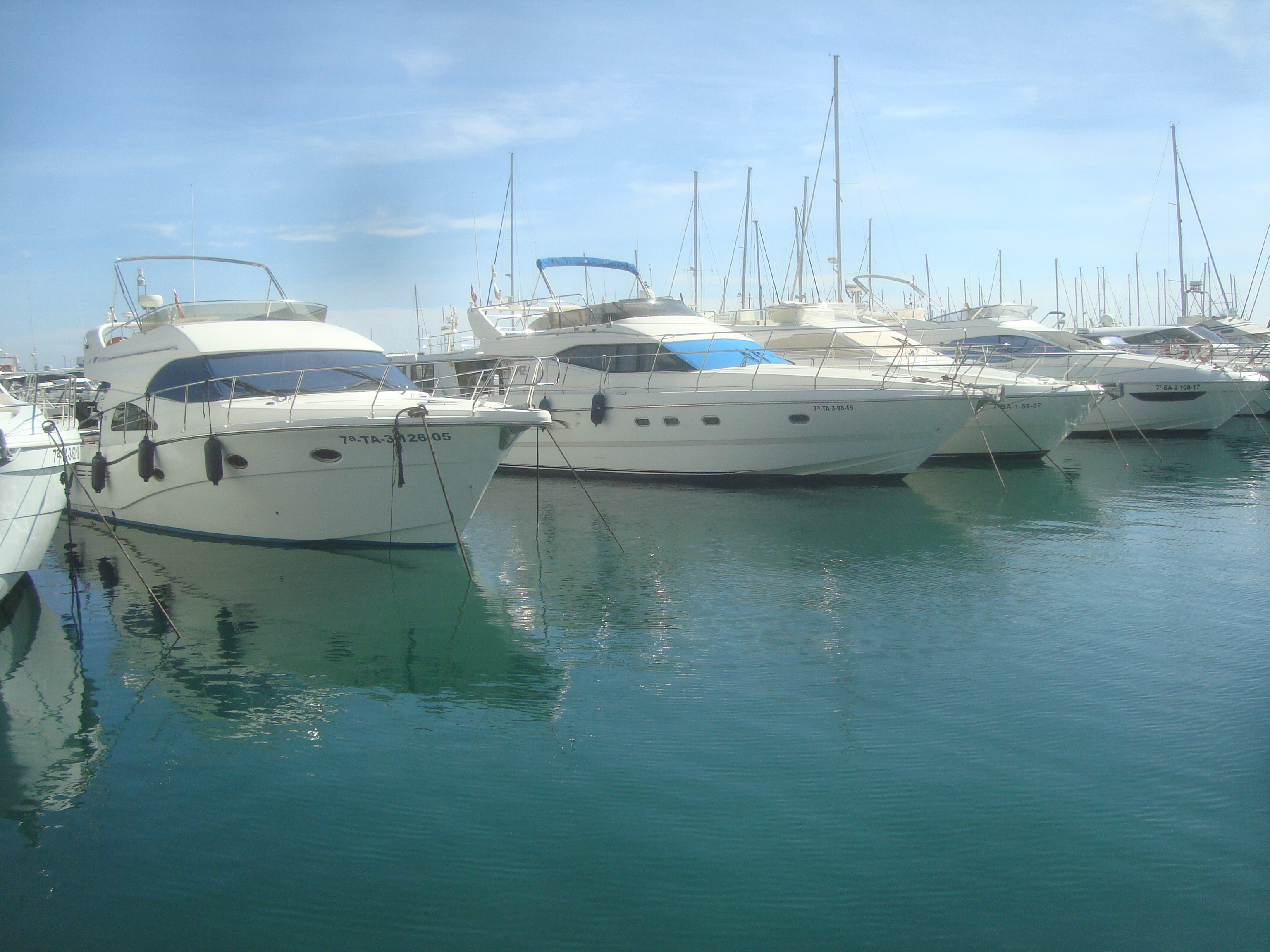
Embarcaciones de recreo amarradas en el puerto deportivo de Cambrils.

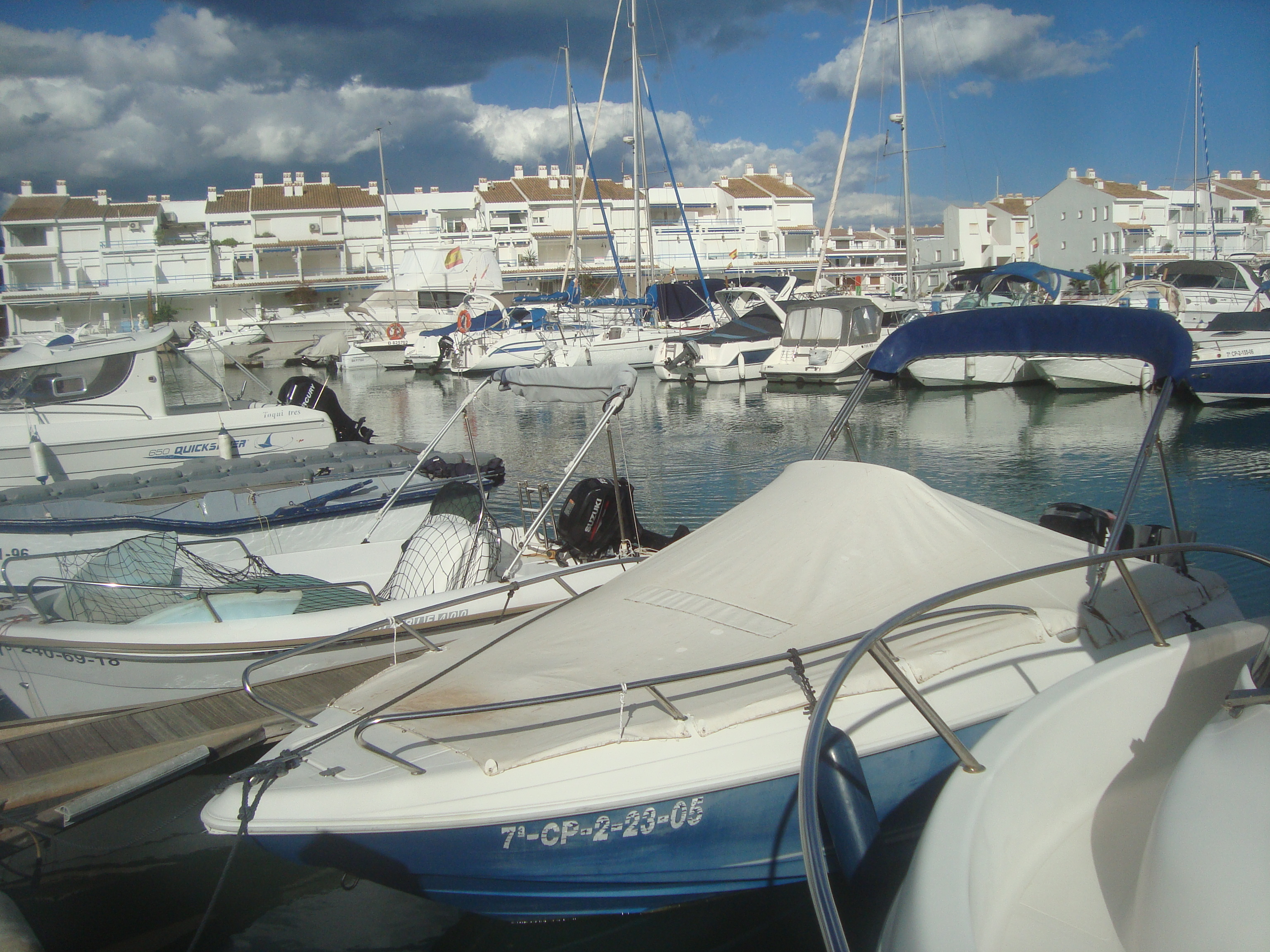
Embarcaciones de recreo amarradas en el puerto deportivo de Alcossebre.

Embarcación de recreo es cualquier tipo de embarcación, con independencia de sus medios de propulsión (vela, motor o remo), destinada a fines de navegación de recreo, como deportivos o de ocio. Comúnmente se le denomina yate si el barco tiene ciertas características. Todos los yates son embarcaciones de recreo, pero no todas las embarcaciones de recreo son yates, ya que hay otras como las tablas de surf, las piraguas, las canoas, las lanchas o las motos acuáticas.
Estas embarcaciones, que se dedican a actividades de placer, pueden tener ánimo de lucro cuando son alquiladas por terceros. No pueden realizar actividades de transporte de carga o de pasajeros ni de pesca comercial.

## Países

### España
Toda embarcación de recreo deberá disponer de su correspondiente matrícula para estar sujeta a la legislación española. Dichas matrículas, entre otras, se componen de listas según la actividad que desarrollen. Para uso recreativo o deportivo se clasifican en:
- Lista 6.ª: se registrarán las embarcaciones deportivas o de recreo que se exploten con fines lucrativos.
- Lista 7.ª: se registrarán los buques y embarcaciones cuyo uso exclusivo sea la práctica del deporte o recreo, sin propósito lucrativo o la pesca no profesional.
- Están exentas de matriculación las embarcaciones de recreo menores de 2,5 metros y los aparatos flotantes o de playa con independencia de su eslora.

Los titulados náuticos profesionales podrán desempeñar en las embarcaciones de recreo el cargo que corresponda a las atribuciones que su título profesional les confiere. En España, la Dirección General de la Marina Mercante (Ministerio de Fomento) establece las titulaciones que habilitan para el gobierno de estas embarcaciones:
| Distintivo | Título                              | Eslora max. (metros)                                                            | Zona (millas)     | Moto náutica | Notas |
| ---------- | ----------------------------------- | ------------------------------------------------------------------------------- | ----------------- | ------------ | --- |
|            | Capitán de yate                     | Embarcaciones de recreo: 24 Buques de recreo: sin límite (arqueo max.: 3000 GT) | Sin límite        | A            | Habilitación vela independiente                                                                                       |
|            | Patrón de yate                      | 24                                                                              | 150               | A            | Habilitación vela independiente                                                                                       |
|            | Patrón de embarcaciones de recreo   | 15 (→24)                                                                        | 12 (→Baleares)    | A            | Habilitación vela independiente. Habilitación 24 m. y navegación a Baleares opcional                                  |
|            | Patrón de navegación básica         | 8                                                                               | 5                 | A            | Habilitación vela independiente                                                                                       |
| —          | Licencia de navegación              | 6                                                                               | 2                 | A            | Navegación diurna |
| —          | Autorización federativa ("titulín") | 6 (potencia max.: 40 kW)                                                        | Zonas delimitadas | —            | Navegación diurna (obsoleta; sustituida por Licencia de navegación, posibilidad de canje realizando 4h. de practicas) |
| —          | Sin título                          | motor: 5 (potencia max.: 11,26 kW)                                              | 2                 | —            | Navegación diurna |
| —          | Sin título                          | vela: 6                                                                         | 2                 | —            | Navegación diurna |

Asimismo, fija sus atribuciones y las condiciones para la obtención de dichos títulos, entre las que se encuentran:
- Aprobar el examen teórico correspondiente.
- Acreditar la realización de unas prácticas de seguridad y navegación. Las prácticas de seguridad y navegación podrán sustituirse por la realización de un examen práctico (es potestad de las comunidades autónomas su convocatoria).
- Acreditar la realización de unas prácticas de radiocomunicaciones, a realizar con simuladores homologados por la Dirección General de la Marina Mercante.
- Acreditar la aptitud psicofísica en impreso o  certificado oficial, de acuerdo con los requisitos exigidos para la expedición del permiso de conducción, a realizar por los Centros de Reconocimiento de Conductores, de manera análoga a los conductores de permisos ordinarios (no profesionales) para vehículos terrestres a motor. En sustitución del certificado original, se podrá presentar fotocopia compulsada de los reconocimientos médicos en vigor para el embarque, expedida por el Instituto Social de la Marina, o los expedidos por médicos militares en los que se acredite la aptitud para navegar del militar solicitante.[3]